# Krasnyj Jar (obwód astrachański)
Krasnyj Jar (ros. Красный Яр) – wieś w Rosji, w obwodzie astrachańskim, ośrodek administracyjny rejonu krasnojarskiego. W 2010 liczyła 11 824 mieszkańców.

## Urodzeni
- Awierkij Aristow